# Fritz Walter (football, 1960)
Pour les articles homonymes, voir Fritz Walter et Walter.
Fritz Walter, né le 21 juillet 1960 à Mannheim, est un ancien attaquant de football allemand.

## Biographie
Il a terminé meilleur buteur de la Bundesliga en 1992, remportant la même saison le Championnat avec le VfB Stuttgart.

## Carrière
| Division | Saison    | Club                | Matchs | Buts |
| -------- | --------- | ------------------- | ------ | ---- |
| 1        | 1983/1984 | SV Waldhof Mannheim | 34     | 16   |
| 1        | 1984/1985 | SV Waldhof Mannheim | 31     | 7    |
| 1        | 1985/1986 | SV Waldhof Mannheim | 31     | 9    |
| 1        | 1986/1987 | SV Waldhof Mannheim | 33     | 23   |
| 1        | 1987/1988 | VfB Stuttgart       | 33     | 16   |
| 1        | 1988/1989 | VfB Stuttgart       | 33     | 13   |
| 1        | 1989/1990 | VfB Stuttgart       | 31     | 13   |
| 1        | 1990/1991 | VfB Stuttgart       | 26     | 12   |
| 1        | 1991/1992 | VfB Stuttgart       | 38     | 22   |
| 1        | 1992/1993 | VfB Stuttgart       | 28     | 13   |
| 1        | 1993/1994 | VfB Stuttgart       | 27     | 13   |
| 2        | 1995/1996 | Arminia Bielefeld   | 33     | 21   |
| 1        | 1996/1997 | Arminia Bielefeld   | 3      | 0    |
| 2        | 1997/1998 | SSV Ulm 1846        | 3      | 0    |

## Palmarès
- Finaliste de la Coupe de l'UEFA en 1989 avec le VfB Stuttgart
- Champion d'Allemagne en 1992 avec le VfB Stuttgart
- Champion d'Allemagne de D2 en 1983 avec le Waldhof Mannheim
- Vice-Champion d'Allemagne de D2 en 1996 avec l'Arminia Bielefeld
- Vainqueur de la Supercoupe d'Allemagne en 1992 avec le VfB Stuttgart
- Finaliste de la Coupe hivernale d'Allemagne en 1989 et 1993 avec le VfB Stuttgart

## Distinctions personnelles
- Meilleur buteur du championnat d'Allemagne en 1992 avec 22 buts
- Meilleur buteur du championnat d'Allemagne de D2 en 1996 avec 21 buts